# Chthonius girgentiensis
Chthonius girgentiensis är en spindeldjursart som beskrevs av Volker Mahnert 1982. Chthonius girgentiensis ingår i släktet Chthonius och familjen käkklokrypare. Inga underarter finns listade i Catalogue of Life.